# Pantoporia punctata
Pantoporia punctata är en fjärilsart som beskrevs av John Henry Leech 1890. Pantoporia punctata ingår i släktet Pantoporia och familjen praktfjärilar. Inga underarter finns listade i Catalogue of Life.